# جارلان باريرا
جارلان باريرا (مواليد 16 سبتمبر 1995) هو لاعب كرة قدم كولومبي يلعب في مركز وسط المهاجم في نادي أتلتيكو ناسيونال.